# CCC Team

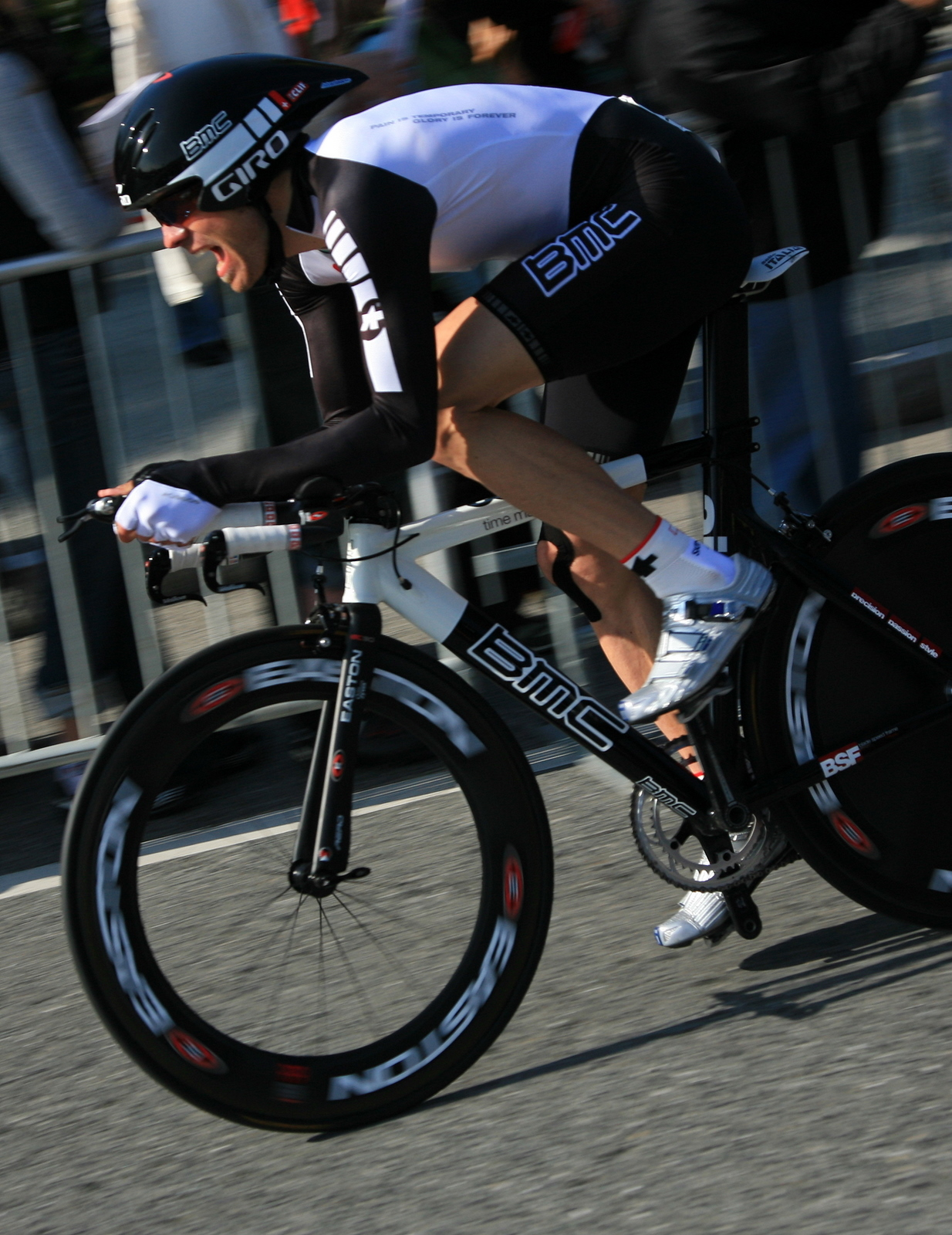
Alexandre Moos con el maillot del equipo en el Tour de California 2008.

CCC Team (código UCI: CCC) fue un equipo ciclista polaco de categoría UCI WorldTeam desde el año 2019, por lo tanto participaba del UCI WorldTour así como algunas carreras del Circuito continental.
Desde el año 2011 hasta el año 2018 el equipo corrió bajo el nombre de BMC Racing hasta su desaparición. La firma polaca de calzado y bolsos CCC tomó la licencia del anterior equipo manteniendo la sociedad Continuum Sports al frente de la estructura. El máximo responsable del equipo era Jim Ochowicz. Debido a los problemas económicos que sufrió el principal patrocinador como consecuencia de la pandemia de enfermedad por coronavirus, el equipo desapareció al término de la temporada 2020, siendo vendida su licencia al Circus-Wanty Gobert que ascendía así de categoría.

## Historia del equipo
De 2008 hasta 2010 lo fue de categoría Profesional Continental (2.ª división) y participaba en los Circuitos Continentales UCI (en sus inicios principalmente en el UCI America Tour y posteriormente en los demás Circuitos pero sobre todo en el UCI Europe Tour). En esos años y en esa categoría, el equipo estuvo integrado en el programa del pasaporte biológico de la UCI y contaba con una "Wild Card", por lo que en caso de ser invitado podía correr en las carreras del UCI World Calendar, incluyendo las carreras ProTour; en 2010 recibió esa autorización por adelantado para poder disputar el Tour Down Under.

### Primeros años modestos
El equipo comenzó a gestarse en 2005, cuando el exciclista Gavin Chilcott empezó con la idea de crear un equipo sub-23. En 2006 comenzó con un equipo amateur que participaba del calendario estadounidense.
A finales de ese año, luego de diversas negociaciones con Andy Rihs y Jim Ochowicz (que acababan de disolver al Phonak tras el positivo de Floyd Landis en el Tour, lograron que el fabricante de bicicletas suizo BMC patrocinara al equipo para 2007.

#### 2007
En 2007, fue registrado en la UCI como equipo Continental y estaba formado por 14 ciclistas. Gracias a la llegada de BMC, dos suizos que integraban la plantilla del Phonak pasaron a la formación estadounidense, Alexandre Moos y David Vitoria. El equipo tenía su sede en Santa Rosa, California, y el Tour de California fue de las primeras carreras que participó.
El único triunfo oficial del equipo fue conseguido en Europa al ganar la contrarreloj por equipos del Giro del Friuli Venezia Giulia.

#### 2008
En 2008 llegó al equipo el exdirector del Phonak, John Lelangue, quién contrató a jóvenes ciclistas suizos como Martin Kohler y Danilo Wyss. También llegaron Brent Bookwalter y los experientes Jeff Louder del Health Net-Maxxis y Antonio Cruz del desaparecido Discovery Channel. Además la formación ascendió a la categoría Profesional Continental y se adhirió al pasaporte biológico, lo que le daba la posibilidad de ser invitado a las carreras del UCI ProTour. Finalmente fue invitado a las 2 carreras suizas, el Tour de Romandía y la Vuelta a Suiza.

#### 2009
La plantilla 2009 estaba compuesta por 17 corredores (9 estadounidenses y 8 suizos). Nuevos helvéticos llegaron al equipo como Mathias Frank y Marcus Zberg del Gerolsteiner y Thomas Frei del Astana. En el calendario UCI ProTour participó nuevamente en Romandía y en el Critérium de la Dauphiné Libéré, mientras que en las carreras históricas, en la París-Roubaix.
Las victorias fueron otra vez escasas. Solo tres veces alzaron los brazos y en carreras.2 como el Gran Premio Guillermo Tell y el Tour de Beauce.

### Salto de calidad

#### 2010
De cara a la temporada 2010 el equipo decidió dar un salto de calidad y lograr más participación en las principales carreras e incluso aspirar a estar en el Tour de Francia. Para ello armó una plantilla de 25 corredores y dio un golpe de gracia fichando en noviembre de 2009 al recién coronado Campeón del Mundo en Ruta Cadel Evans y 2 veces segundo en el Tour, quién dejaba un equipo UCI ProTeam como el Silence-Lotto. También contrató al campeón mundial 2008, Alessandro Ballan y a diversos ciclistas de equipos UCI ProTeam como Karsten Kroon, Marcus Burghardt, Steve Morabito y el experiente George Hincapie.
La contratación de tales figuras le abrió las puertas a las grandes carreras del calendario, participando en 19 de las 26 carreras del UCI World Calendar, incluidas el Giro de Italia y el Tour de Francia.
En el camino hacia el Tour, Evans fue tercero en la Tirreno-Adriático y ganó la Flecha Valona, tras imponerse en el Muro de Huy. El australiano ganó asimismo una etapa del Giro y el maillot por puntos de la ronda italiana, además de haber lucido la maglia rosa en una etapa, ser segundo en tres etapas y finalizar quinto en la general. Pero, en la ronda gala estuvo muy lejos de la pelea. Vistió el maillot amarillo durante la 9.ª etapa pero ese día perdió casi 4 minutos con los futuros líderes de la carrera, Alberto Contador y Andy Schleck. A partir de allí, se hundió cada vez más en la clasificación general finalizando en la 26.ª posición a más de 50 minutos.
En abril el equipo suspendió cautelarmente a Alessandro Ballan al estar implicado en una investigación antidopaje relativa a sus años de pertenencia al Lampre. Meses después, al no hallar elementos suficientes que justificaran el mantenimiento de la medida, la escuadra decidió levantar dicha suspensión y reincorporar a Ballan a sus alineaciones.
Por su parte, Marcus Burghardt ganó dos etapas de la Vuelta a Suiza, en la que también conquistó el maillot por puntos.
La clasificación del equipo en el UCI World Ranking mejoró sensiblemente respecto de 2009. Finalizaron 10º y Cadel Evans fue el mejor individualmente ubicándose 4º.

#### 2011
Para 2011, el equipo decidió dar el salto definitivo a la primera división solicitando una licencia UCI ProTeam y la UCI se la otorgó por un período de 4 temporadas, obteniendo así la participación asegurada en el UCI WorldTour.
Los principales fichajes fueron Greg Van Avermaet y la joven promesa estadounidense Taylor Phinney, que venía de consagrarse campeón del mundo contrarreloj sub-23. A estos se sumaban Johann Tschopp, Amaël Moinard y Manuel Quinziato.
El principal objetivo del equipo era ganar el Tour de Francia con Cadel Evans. El australiano llegó a julio en buena forma, habiendo ganado la Tirreno-Adriático y el Tour de Romandía. Además fue 2º en el Critérium del Dahupiné Libéré.
En el Tour de Francia, con dos semanas de carrera quedó claro que la lucha final iba a ser entre Evans y los hermanos Schleck. Evans había ganado la etapa con final en el Muro de Bretaña y lideraba la carrera un sorprendente Thomas Voeckler que logró mantener el maillot amarillo en el paso por los Pirineos, pero difícilmente podría mantenerla en los Alpes. En la clasificación, Evans y los Schleck se encontraban los tres en un puñado de segundos, a alrededor de dos minutos de Voeckler. En la primera etapa en los Alpes, Evans logró dejar atrás a los hermanos, tras seguir un ataque de Alberto Contador, Pero dos días después el que sorprendió al australiano fue Andy Schleck atacando a falta de 60 km para la llegada en el Galibier. Evans perdió 2 minutos esa jornada y quedó 3º en la clasificación general, a 57 segundos de Andy y a cuatro de Frank. La última etapa de montaña con final en el Alpe d'Huez no deparó cambios y Cadel Evans quedó con la inmejorable posibilidad de ganar la carrera. Solo quedaba la contrarreloj en Grenoble y el australiano era mucho mejor especialista que los Schleck. Dos minutos y cuarenta segundos de diferencia a ambos luxemburgueses, coronaron a Cadel Evans como ganador del Tour de Francia.
Greg Van Avermaet, también tuvo una destacada actuación ganando el Tour de Valonia y la París-Tours.
Con 6 victorias en el UCI WorldTour, el BMC Racing finalizó 5º en el máximo calendario internacional, mientras que Cadel Evans fue 2º a nivel individual, sólo superado por el belga Philippe Gilbert (Omega Pharma-Lotto), quien ya había firmado en agosto contrato con el equipo.

#### 2012
Para ese año el equipo apostó aún más fuerte y además de la contratación de Philippe Gilbert (número uno mundial en ese momento), fichó al experiente velocista Thor Hushovd, al múltiple campeón italiano contrarreloj Marco Pinotti y a una promesa estadounidense, Tejay van Garderen.
La temporada empezó con algunas buenas actuaciones como la victoria de Cadel Evans en el Critérium Internacional, o las terceras ubicaciones de Alessandro Ballan en el Tour de Flandes y la París-Roubaix y de Gilbert en la Flecha Valona.
En las Grandes Vueltas los resultados fueron dispares. En el Giro de Italia sin figuras para pelear la general, ganaron las dos etapas contrarreloj, la primera por parte de Taylor Phinney y la última Marco Pinotti. El Tour de Francia era el objetivo y Cadel Evans lo preparó de forma aceptable siendo tercero en el Critérium del Dauphiné, pero la ronda gala fue dominada por el equipo Sky con la dupla Wiggins-Fromme y Cadel Evans finalizó lejos de la pelea en el 7º lugar a más de 15 minutos. Lo rescatable, el Tour consagró a Tejay Van Garderen como el mejor joven de la carrera, incluso por delante de Evans en la 5.ª posición. En la Vuelta a España se quedaron con 3 triunfos de etapa, dos para Gilbert y una para Steve Cummings.
El final de la temporada marcó un buen momento en el Campeonato Mundial en Ruta. Ganaron la medalla de plata en la contrarreloj, tanto individual (con Taylor Phinney) como por equipos y Philippe Gilbert ganó la carrera en ruta, proclamándose campeón mundial.

#### 2013
Para esta temporada se mantuvo el bloque de la anterior y sin realizar grandes contrataciones.
Aunque fue el año que se lograron más victorias (30) la mayoría fueron en los Circuitos Continentales y sólo 5 en el UCI WorldTour.
Cadel Evans decidió correr el Giro de Italia y el Tour de Francia. En el Giro se subió al podio en la tercera ubicación, pero el desgaste lo pagó en el Tour y estuvo muy lejos de actuaciones anteriores. La deslucida performance de todo el equipo en la ronda gala, llevaron al director deportivo John Lelangue a anunciar su retiro el 22 de julio de 2013. Al fracaso en el Tour, se sumó la mala campaña de Philippe Gilbert, que como campeón mundial ganó la primera carrera casi finalizando la temporada, cuando ganó una etapa de la Vuelta a España

### Desaparición de BMC
A mitad de temporada el mayor patrocinador del equipo Andy Rihs falleció a los 75 años, a causa del síndrome mielodisplásicos que sufría desde hace años. El empresario y multimillonario helvético era el responsable de patrocinar la sociedad Continuum Sports al frente de la estructura estadounidense bajo la marca BMC Racing. A raíz de esta muerte, el patrocinio del equipo BMC no iba a continuar.
Sin embargo, el máximo responsable de la sociedad Jim Ochowicz estuvo buscando un nuevo patrocinador que garantizara la continuidad del equipo desde el año 2019, el propio Ochowicz se mostraba esperanzado y optimista sobre el futuro del equipo. Finalmente, después de diversas negociaciones con varios patrocinadores, la firma polaca de calzado y bolsos CCC toma la licencia del anterior equipo durante los próximos tres años manteniendo la sociedad Continuum Sports al frente de la estructura.
El equipo completo fue una fusión entre las escuadras norteamericana BMC Racing y polaca CCC Polsat Polkowice, por lo que la plantilla cuenta también con corredores de nacionalidad polaca. No obstante, competirá bajo licencia del país europeo al ser el magnate Dariusz Milek propietario de CCC el que financia el proyecto. La marca BMC desapareció tanto del maillot como de las bicicletas, ya que la marca dejó también de suministrar material a la nueva estructura. A partir del año 2019 el equipo utiliza bicicletas de la marca Giant con equipación Etxeondo manteniendo su tradicional color naranja.

## Corredor mejor clasificado en las Grandes Vueltas
| Año  | Giro de Italia          | Tour de Francia        | Vuelta a España         |
| ---- | ----------------------- | ---------------------- | ----------------------- |
| 2007 | -                       | -                      | -                       |
| 2008 | -                       | -                      | -                       |
| 2009 | -                       | -                      | -                       |
| 2010 | 5.º Cadel Evans         | 24.º Cadel Evans       | -                       |
| 2011 | 15.º Johann Tschopp     | 1.º Cadel Evans        | 83.º Greg Van Avermaet  |
| 2012 | 14.º Johann Tschopp     | 5.º Tejay van Garderen | 35.º Steve Morabito     |
| 2013 | 3.º Cadel Evans         | 35.º Steve Morabito    | 14.º Dominik Nerz       |
| 2014 | 8.º Cadel Evans         | 5.º Tejay van Garderen | 6.º Samuel Sánchez      |
| 2015 | 8.º Damiano Caruso      | 12.º Samuel Sánchez    | 56.º Darwin Atapuma     |
| 2016 | 9.º Darwin Atapuma      | 5.º Richie Porte       | 14.º Ben Hermans        |
| 2017 | 20.º Tejay van Garderen | 11.º Damiano Caruso    | 10.º Tejay van Garderen |
| 2018 | 16.º Rohan Dennis       | 20.º Damiano Caruso    | 33.º Dylan Teuns        |
| 2019 | 21.º Víctor de la Parte | 36.º Greg Van Avermaet | 60.º Jonas Koch         |

## Material ciclista

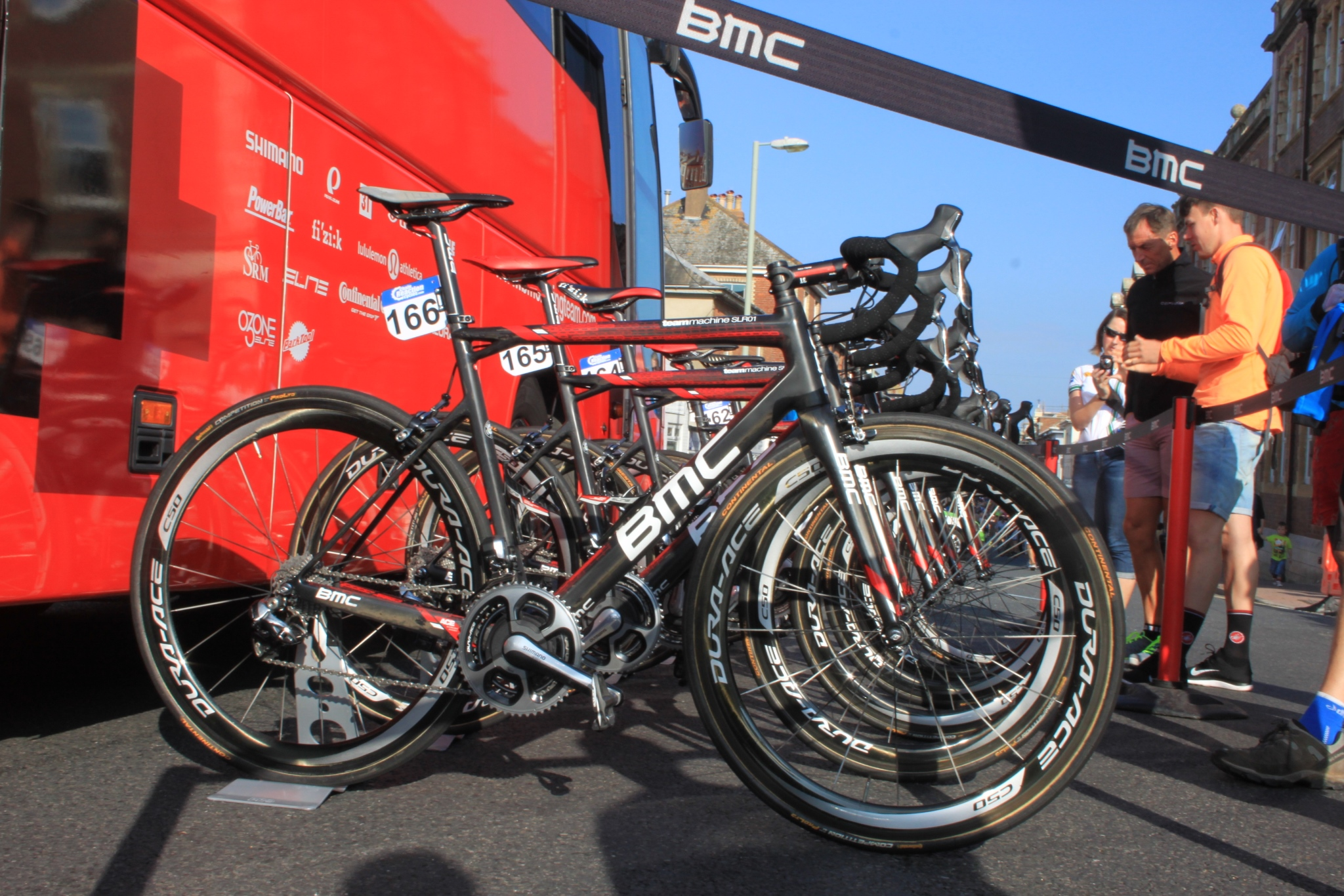
Bicicletas del equipo en la Vuelta a Gran Bretaña 2014.

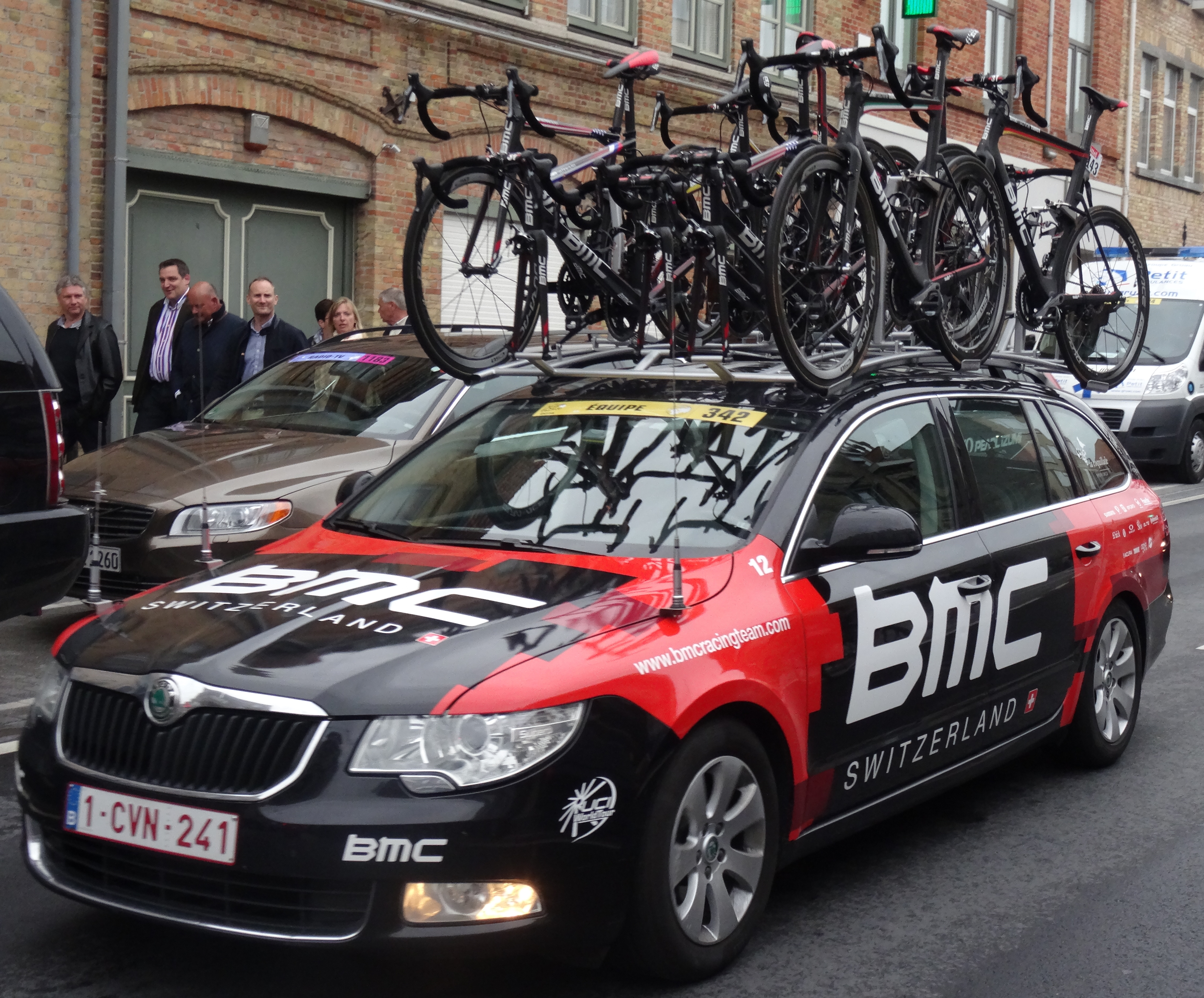
Vehículos que utiliza el equipo.

- Bicicletas: Giant
- Componentes: Campagnolo
- Gafas: Oakley
- Ruedas: Continental AG
- Equipación: Etxeondo
- Sillines: Selle Italia
- Cascos: Giant
- Botellines: Elite

## Sede
El equipo tenía su sede en Santa Rosa (1825 Ferdinand Court / Unit B, Santa Rosa CA).

## Clasificaciones UCI
A partir de 2005 la UCI instauró los Circuitos Continentales UCI, donde el equipo estuvo desde 2007 hasta que ascendió a UCI ProTeam, registrado dentro del UCI America Tour. Estando en las clasificaciones del UCI America Tour Ranking, UCI Asia Tour, UCI Europe Tour Ranking y UCI Oceania Tour Ranking así como en la global de los equipos Profesionales Continentales adheridos al pasaporte biológico creada en 2009 PCT Biological passport.
Las clasificaciones del equipo y de su ciclista más destacado son las siguientes (excepto en la PCT Biological passport que solo fue clasificación de equipos):
| Año                            | Clasificación por equipos | Mejor corredor en la clasificación individual | Posición |
| 2006-2007 (America Tour)       | 23.º                      | Scott Nydam                                   | 126.º    |
| 2006-2007 (Asia Tour)          | 40.º                      | Jonathan García                               | 173.º    |
| 2006-2007 (Europe Tour)        | 115.º                     | Jonathan García                               | 1107.º   |
| 2007-2008 (America Tour)       | 14.º                      | Antonio Cruz                                  | 63.º     |
| 2007-2008 (Europe Tour)        | 101.º                     | Danilo Wyss                                   | 478.º    |
| 2008-2009 (America Tour)       | 20.º                      | Danilo Wyss                                   | 129.º    |
| 2008-2009 (Europe Tour)        | 63.º                      | Mathias Frank                                 | 120.º    |
| 2009 (PCT Biological passport) | 18.º (último)             | -                                             | -        |
| 2009-2010 (America Tour)       | 12.º                      | Alexander Kristoff                            | 43.º     |
| 2009-2010 (Asia Tour)          | 35.º                      | Marcus Burghardt                              | 79.º     |
| 2009-2010 (Europe Tour)        | 38.º                      | Cadel Evans                                   | 175.º    |
| 2009-2010 (Oceania Tour)       | 21.º                      | Cadel Evans                                   | 47.º     |

Tras discrepancias entre la UCI y los organizadores de las Grandes Vueltas, en 2009 se tuvo que refundar el UCI ProTour en una nueva estructura llamada UCI World Ranking, formada por carreras del UCI World Calendar; y a partir del año 2011 uniéndose en la denominación común del UCI WorldTour. El equipo al ser de categoría Profesional Continental tuvo derecho a entrar en ese ranking por adherirse al pasaporte biológico y en 2011 de pleno derecho al subir a categoría UCI ProTour.
| Año  | Clasificación por equipos | Mejor corredor en la clasificación individual | Posición |
| 2009 | 33.º                      | Markus Zberg                                  | 216.º    |
| 2010 | 10.º                      | Cadel Evans                                   | 4.º      |
| 2011 | 5.º                       | Cadel Evans                                   | 2.º      |
| 2012 | 7.º                       | Cadel Evans                                   | 24.º     |
| 2013 | 10.º                      | Greg Van Avermaet                             | 18.º     |
| 2014 | 2.º                       | Philippe Gilbert                              | 14.º     |
| 2015 | 6.º                       | Greg Van Avermaet                             | 8.º      |
| 2016 | 4.º                       | Greg Van Avermaet                             | 6.º      |
| 2017 | 3.º                       | Greg Van Avermaet                             | 1.º      |
| 2018 | 4.º                       | Greg Van Avermaet                             | 5.º      |

## Palmarés
Para años anteriores, véase Palmarés del CCC Team

### Palmarés 2020

#### UCI WorldTour
| Fechas        | Carreras                      | Ganador     |
| 23 de octubre | 19.ª etapa del Giro de Italia | Josef Černý |

#### UCI ProSeries
| Fechas | Carreras | Ganador |

#### Circuitos Continentales UCI
| Fechas          | Circuito             | Carreras                                                       | Ganador        |
| 29 de agosto    | UCI Europe Tour 2020 | 3.ª B etapa del Tour Poitou-Charentes en Nueva Aquitania (CRI) | Josef Černý    |
| 30 de agosto    | UCI Europe Tour 2020 | 2.ª etapa del Tour de Hungría                                  | Jakub Mareczko |
| 31 de agosto    | UCI Europe Tour 2020 | 3.ª etapa del Tour de Hungría                                  | Jakub Mareczko |
| 1 de septiembre | UCI Europe Tour 2020 | 4.ª etapa del Tour de Hungría                                  | Jakub Mareczko |
| 2 de septiembre | UCI Europe Tour 2020 | 5.ª etapa del Tour de Hungría                                  | Attila Valter  |
| 2 de septiembre | UCI Europe Tour 2020 | Tour de Hungría                                                | Attila Valter  |

#### Campeonatos nacionales
| Fechas       | Carreras                                            | Ganador      |
| 20 de agosto | Campeonato de Polonia Contrarreloj (CRI)            | Kamil Gradek |
| 20 de agosto | Campeonato de la República Checa Contrarreloj (CRI) | Josef Černý  |

## Plantilla
Para años anteriores, véase Plantillas del CCC Team

### Plantilla 2020
| Corredor                 | Nacimiento | Nacionalidad    | Equipo 2019                 |
| William Barta            | 04/01/1996 | Estados Unidos  | CCC Team                    |
| Patrick Bevin            | 15/02/1991 | Nueva Zelanda   | CCC Team                    |
| Josef Černý              | 11/05/1993 | República Checa | CCC Team                    |
| Víctor de la Parte       | 22/06/1986 | España          | CCC Team                    |
| Alessandro De Marchi     | 19/05/1986 | Italia          | CCC Team                    |
| Simon Geschke            | 13/03/1986 | Alemania        | CCC Team                    |
| Kamil Gradek             | 17/09/1990 | Polonia         | CCC Team                    |
| Jan Hirt                 | 21/01/1991 | República Checa | Astana Pro Team             |
| Jonas Koch               | 25/06/1993 | Alemania        | CCC Team                    |
| Pavel Kochetkov          | 07/03/1986 | Rusia           | Team Katusha-Alpecin        |
| Jakub Mareczko           | 30/04/1994 | Italia          | CCC Team                    |
| Fausto Masnada           | 06/11/1993 | Italia          | Androni Giocattoli-Sidermec |
| Kamil Małecki            | 02/01/1996 | Polonia         | CCC Development Team        |
| Michał Paluta            | 04/10/1995 | Polonia         | CCC Development Team        |
| Serge Pauwels            | 21/11/1983 | Bélgica         | CCC Team                    |
| Joey Rosskopf            | 05/09/1989 | Estados Unidos  | CCC Team                    |
| Szymon Sajnok            | 24/08/1997 | Polonia         | CCC Team                    |
| Michael Schär            | 29/09/1986 | Suiza           | CCC Team                    |
| Matteo Trentin           | 02/08/1989 | Italia          | Mitchelton-Scott            |
| Attila Valter            | 12/06/1998 | Hungría         | CCC Development Team        |
| Greg Van Avermaet        | 17/05/1985 | Bélgica         | CCC Team                    |
| Gijs Van Hoecke          | 12/11/1991 | Bélgica         | CCC Team                    |
| Nathan Van Hooydonck     | 12/10/1995 | Bélgica         | CCC Team                    |
| Guillaume Van Keirsbulck | 14/02/1991 | Bélgica         | CCC Team                    |
| Francisco Ventoso        | 06/05/1982 | España          | CCC Team                    |
| Łukasz Wiśniowski        | 07/12/1991 | Polonia         | CCC Team                    |
| Ilnur Zakarin            | 15/09/1989 | Rusia           | Team Katusha-Alpecin        |
| Georg Zimmermann         | 11/10/1997 | Alemania        | CCC Team (stagiaire)        |

1. ↑  Hasta el 18 de agosto.